# Paul Schnabel
Paul Schnabel (* 5. September 1887 in Steinbach/Thüringen; † 23. März 1947 in Schkeuditz) war ein deutscher Althistoriker und Altorientalist.

## Leben
Schnabel studierte in Leipzig und Jena Alte Geschichte und Klassische Philologie. In Jena wurde er 1911 mit einer Arbeit zu Berossos promoviert. In den folgenden Jahren bis zum Ausbruch des Ersten Weltkriegs war Schnabel als Lehrer tätig. Nach dem Kriegsdienst von 1914 bis 1918 habilitierte er sich 1920 an der Universität Halle-Wittenberg, wo er 1926 nichtbeamteter außerordentlicher Professor wurde. Während seines Studiums wurde er 1920 Mitglied der Sängerschaft Fridericiana Halle. Bis 1930 erhielt Schnabel ein Stipendium des preußischen Kultusministeriums. Im Sommersemester 1927 vertrat er den althistorischen Lehrstuhl an der Universität Greifswald. 1934 erhielt Schnabel, der 1933 in die NSDAP eingetreten war (Mitgliedsnummer 1.792.959), einen Lehrauftrag für Geschichte des Alten Orients in Halle. Eine von einer Malariainfektion ausgelöste Nervenerkrankung beendete 1937 seine berufliche Tätigkeit. Schnabel wurden 1938 Lehrbefähigung und Professorentitel entzogen und er wurde in eine Heilanstalt eingewiesen.
Schnabel beschäftigte sich schwerpunktmäßig mit der Geschichte und Chronologie des alten Orients, insbesondere Berossos, sowie der antiken Geographie (unter anderem Claudius Ptolemäus).

## Schriften
- Die babylonische Chronologie in Berossos’ Babyloniaka. Peiser, Berlin 1908.
- Studien zur babylonisch-assyrischen Chronologie. Peiser, Berlin 1908.
- Berossos und Kleitarchos. Teubner, Leipzig 1912.
- Berossos und die babylonisch-hellenistische Literatur. Teubner, Leipzig 1923. Nachdruck Olms, Hildesheim 1968.
- Die Entstehungsgeschichte des kartographischen Erdbildes des Klaudios Ptolemaios. In: Sitzungsberichte der Preussischen Akademie der Wissenschaften: Philosophisch-Historische Klasse. Bd. 14, 1930, S. 214–250.
- Text und Karten des Ptolemäus. Koehler, Leipzig 1938.